# 20e étape du Tour d'Italie 2012
La 20e étape du Tour d'Italie 2012 s'est déroulée le samedi 26 mai 2012, entre Caldes/Val di Sole et le Col du Stelvio sur 219 km.

## Déroulement de la course
Les commissaires de course ont, au matin de cette étape signifié à 4 coureurs, (Robert Hunter, Andrea Guardini, Dominique Rollin et Iván Velasco) qu'ils étaient mis hors-course suite des « actes de tricheries » survenus la veille. Certains d'entre eux se seraient accrochés à des voitures dans les ascensions et d'autres n'auraient pas respecté le barrage qu'imposent les commissaires aux coureurs lâchés, à la régulière, par le peloton. À quelques kilomètres du sommet de l'avant-dernière difficulté se retrouvent Cunego, Nieve et Carrara. Carrara ne peut pas suivre Nieve et Cunego. Il attend Thomas De Gendt, qui démarre à quelques centaines de mètres du sommet et rejoint Carrara, qui, dans la vallée roule au maximum pour boucher le trou de 2 minutes 30, mais échoue. De Gendt ferme le trou dans l'ascension du Stelvio et laisse Nieve et ensuite Cunego sur place, pour finalement l'emporter avec 56 secondes sur Cunego et plus de 3 minutes 20 secondes sur le groupe des favoris.

## Classement de l'étape
|    | Coureur           | Pays     | Équipe              |    | Temps           |
| -- | ----------------- | -------- | ------------------- | -- | --------------- |
| 1  | Thomas De Gendt   | Belgique | Vacansoleil-DCM     | en | 6 h 54 min 41 s |
| 2  | Damiano Cunego    | Italie   | Lampre-ISD          | +  | 56 s            |
| 3  | Mikel Nieve       | Espagne  | Euskaltel-Euskadi   |    | 2 min 50 s      |
| 4  | Joaquim Rodríguez | Espagne  | Katusha             |    | 3 min 22 s      |
| 5  | Michele Scarponi  | Italie   | Lampre-ISD          |    | 3 min 34 s      |
| 6  | Ryder Hesjedal    | Canada   | Garmin-Barracuda    |    | 3 min 36 s      |
| 7  | John Gadret       | France   | AG2R La Mondiale    |    | 4 min 29 s      |
| 8  | Rigoberto Urán    | Colombie | Sky                 |    | 4 min 53 s      |
| 9  | Sergio Henao      | Colombie | Sky                 |    | 4 min 55 s      |
| 10 | Ivan Basso        | Italie   | Liquigas-Cannondale |    | 4 min 55 s      |

## Classement général
|    | Coureur            | Pays     | Équipe              |    | Temps            |
| -- | ------------------ | -------- | ------------------- | -- | ---------------- |
| 1  | Joaquim Rodríguez  | Espagne  | Katusha             | en | 91 h 04 min 16 s |
| 2  | Ryder Hesjedal     | Canada   | Garmin-Barracuda    | +  | 31 s             |
| 3  | Michele Scarponi   | Italie   | Lampre-ISD          |    | 1 min 51 s       |
| 4  | Thomas De Gendt    | Belgique | Vacansoleil-DCM     |    | 2 min 18 s       |
| 5  | Ivan Basso         | Italie   | Liquigas-Cannondale |    | 3 min 18 s       |
| 6  | Damiano Cunego     | Italie   | Lampre-ISD          |    | 3 min 43 s       |
| 7  | Rigoberto Urán     | Colombie | Sky                 |    | 4 min 52 s       |
| 8  | Domenico Pozzovivo | Italie   | Colnago-CSF Inox    |    | 5 min 47 s       |
| 9  | Mikel Nieve        | Espagne  | Euskaltel-Euskadi   |    | 5 min 56 s       |
| 10 | John Gadret        | France   | AG2R La Mondiale    |    | 6 min 43 s       |

## Classements annexes

### Classement par points
|   | Cycliste          | Pays        | Équipe           | Points |
| - | ----------------- | ----------- | ---------------- | ------ |
| 1 | Joaquim Rodríguez | Espagne     | Katusha          | 139    |
| 2 | Mark Cavendish    | Royaume-Uni | Sky              | 138    |
| 3 | Ryder Hesjedal    | Canada      | Garmin-Barracuda | 103    |

### Classement du meilleur grimpeur
|   | Cycliste         | Pays       | Équipe                    | Points |
| - | ---------------- | ---------- | ------------------------- | ------ |
| 1 | Matteo Rabottini | Italie     | Farnese Vini-Selle Italia | 84     |
| 2 | Stefano Pirazzi  | Italie     | Colnago-CSF Inox          | 44     |
| 3 | Andrey Amador    | Costa Rica | Movistar                  | 43     |

### Classement du meilleur jeune
|   | Cycliste           | Pays     | Équipe           |    | Temps            |
| - | ------------------ | -------- | ---------------- | -- | ---------------- |
| 1 | Rigoberto Urán     | Colombie | Sky              | en | 91 h 09 min 08 s |
| 2 | Sergio Henao       | Colombie | Sky              | +  | 2 min 28 s       |
| 3 | Gianluca Brambilla | Italie   | Colnago-CSF Inox |    | 8 min 36 s       |

### Classement par équipes

#### Classement au temps
|   | Équipe     | Pays        |    | Temps             |
| - | ---------- | ----------- | -- | ----------------- |
| 1 | Lampre-ISD | Italie      | en | 272 h 34 min 29 s |
| 2 | Movistar   | Espagne     | +  | 8 min 53 s        |
| 3 | Sky        | Royaume-Uni |    | 38 min 53 s       |

#### Classement aux points
|   | Équipe          | Pays        | Points |
| - | --------------- | ----------- | ------ |
| 1 | Garmin-Barrcuda | États-Unis  | 326    |
| 2 | Sky             | Royaume-Uni | 316    |
| 3 | Katusha         | Russie      | 298    |

## Abandons
- Jack Bobridge (Orica-GreenEDGE) : abandon
- Andrea Guardini (Farnese Vini-Selle Italia) : exclu
- Robert Hunter (Garmin-Barracuda) : exclu
- Dominique Rollin (FDJ-BigMat) : exclu
- Timon Seubert (NetApp) : abandon
- Iván Velasco (Euskaltel-Euskadi) : exclu